# Antologia patrística
Uma antologia patrística, comumente chamada de florilégio, é uma coleção sistemática de trechos (mais ou menos abundantes) das obras dos Padres da Igreja e outros escritores eclesiásticos do período inicial, compiladas com o objetivo de servir a propósitos dogmáticos ou éticos. Essas compilações enciclopédicas são um produto característico da escola teológica bizantina posterior e constituem um ramo considerável da extensa literatura das Catenæ gregas. Elas frequentemente incorporam os únicos restos de alguns escritos patrísticos.

## Classificação
Duas classes de florilegia cristã podem aqui ser distinguidas: a dogmática e a ascética, ou ética. As florilegia dogmáticas são projetadas para exibir o ensinamento contínuo e conectado dos Padres sobre alguma doutrina específica. O primeiro impulso para compilações dessa natureza foi dado pelas controvérsias cristológicas que convulsionaram a Igreja Oriental durante o século V. Era necessário um resumo conveniente do que os Padres e os teólogos mais aprovados sustentaram e ensinaram. Tal resumo, expondo as opiniões de Nestório e a mente dos Padres ortodoxos, foi apresentado pela primeira vez ao Concílio de Éfeso, em 431, por Cirilo de Alexandria. Resumos de declarações dogmáticas também foram usados no Concílio de Calcedônia em 451 e no Quinto Concílio Geral em 553.

## Florilegia dogmática
Somente no século VII a florilegia dogmática assumiu uma forma totalmente desenvolvida e definida. No Sexto Concílio Geral, em 680, duas dessas coleções desempenharam um papel muito proeminente, uma, construída por Macário, o Patriarca de Antioquia, em favor dos Monotelitas, e a outra, uma contra-coleção apresentada pelos legados do Papa Agatão.
Durante a controvérsia iconoclasta, coleções semelhantes foram produzidas. Menciona-se uma sobre o culto de relíquias e imagens que o Sínodo de Jerusalém enviou a João, Bispo de Gótia, por volta de 760.
A mais antiga existente, e ao mesmo tempo mais extensa e valiosa, destas compilações dogmáticas, é o Antiquorum Patrum doctrino de Verbi incarnatione.   É rica em fragmentos de escritos do período patrístico que hoje estão perdidos. Das 977 citações (principalmente de caráter cristológico) que contém, apenas 751 são das obras dos Padres, representando 93 escritores eclesiásticos.
Um florilégio um tanto semelhante à "Doctrina" é mencionado por Fócio em sua Bibliotheca, mas nenhum vestígio dele sobreviveu. Outra compilação deste tipo, intitulada Περὶ τῆς ἐξ ἀρχῆς καὶ μέχρι τέλους οἰκονομίας τοῦ θεοῦ, εἰς τὸν ἄνθρωπον ἱστορία ἐπωφελής· καὶ περὶ τῆς χριστιανικῆς πολιτείας, ὅπως συνέστη· καὶ κατὰ πάντων τῶν αἱρετικῶν ou simplesmente De Oeconomia Dei cobrindo toda a província da teologia em cinco livros separados, é atribuído ao monge do século XII Nilus Doxopatres, relacionado, mas certamente não idêntico, a João Doxopatres do século XI; os dois primeiros livros, tratando respectivamente de Adão e Cristo, são tudo o que resta. Vários outros florilégios dogmáticos ainda existem em forma de manuscrito. Os autores da maioria deles são desconhecidos.

## Florilegia ascética
As florilegia ascéticas são coleções de sentenças morais e trechos extraídos em parte das Escrituras e em parte dos Padres, sobre tópicos como virtudes e vícios, deveres e exercícios de uma vida religiosa, fé, disciplina, etc. Elas não são tão numerosas quanto as florilegia dogmáticas e, aparentemente, foram todas compiladas antes do século X. Seu material, via de regra, é reunido indiscriminadamente de várias autoridades, embora em alguns casos seja fornecido por apenas um único escritor, havendo então uma preferência distinta pelas obras dos Padres mais ilustres, Basílio, o Grande, Gregório de Nazianzo e João Crisóstomo. Um extenso florilégio cristão do século VI, intitulado tà 'ierá (Coisas Sagradas), é provavelmente a mais antiga dessas antologias. A obra consistia originalmente em três livros, o primeiro dos quais tratava de Deus, o segundo do homem e o terceiro das virtudes e vícios. Com o passar do tempo, ele foi reduzido a um único livro, seu material foi reformulado e organizado em ordem alfabética em títloi, ou seções, seu nome foi alterado para tà 'ierà parállela, Sacra Parallela (pelo fato de que no terceiro livro uma virtude e um vício eram regularmente contrastados ou paralelos), e sua autoria amplamente atribuída a São João Damasceno. Que Damasceno foi realmente o compilador da "Sacra Parallela", e que ele usou como sua principal fonte a "Capita theologica", um florilegium de Máximo, o Confessor, foi mantido firmemente (contra Friedrich Loofs, Paul Wendland e Jonas Cohn) por Karl Holl. Embora tà 'ierá não exista mais em sua forma original, partes consideráveis dos dois primeiros livros chegaram até nós em manuscritos, e partes do terceiro foram preservadas em "A Abelha" ( Melissa ) de Antonius, um monge grego do século XI. Da Sacra Parallela existem várias recensões, uma das quais é dada em Migne. Outras florilegia ascéticas existentes ainda permanecem sem edição. Como no caso das dogmáticas florilegia, a maioria delas é anônima.